# 新世界 (柚子专辑)
《新世界》（日语：新世界／しんせかい）是日本二人乐队柚子的第12张原创专辑。2014年2月19日由其所属公司Senha&Company发售。

## 概要
《新世界》的发售与前作《LAND》时隔仅9个月，是至今柚子发表原创专辑间隔最短的一次。专辑的主题为“怀旧迎新”（懐か新しい）。
封面封面描绘了未来的城市上鲸鱼模仿飞行船漂浮，加上背景的蓝黄对比，令人印象深刻。日本的传统旋律和现代气氛的全新组合，似曾相识的同时也让人感觉到新意。
2014年3月3日的周榜单中专辑销量达到oricon榜第二位。
5月31日开始“YUZU ARENA TOUR 2014 新世界”巡回，在14个城市进行30场公演，动员数约30万人。

## 收录曲
专辑通常盘共收录15首单曲，包括已发售的5首单曲在内。初回限定盘CD另收录2首未发表的音源。
1. 发光吧 （ヒカレ）
  - 作詞：北川悠仁 / 作曲：北川悠仁、JIN
柚子的第41张单曲；日本生命商业宣传曲
2. 雨后天晴 （雨のち晴レルヤ）
  - 作詞：北川悠仁 / 作曲：北川悠仁、佐藤和哉
第39张单曲的第一曲；NHK连续剧《多谢款待》主题曲
3. 喜悦之歌 （よろこびのうた）
  - 作詞：岩泽厚治 / 作曲：岩泽厚治、蔦谷好位置
富士电视台连续剧《我存在的时间》第六话插入曲
4. 乌托邦 （ユートピア）
  - 作詞・作曲：北川悠仁
5. 表里如一 （表裏一体）
  - 作詞、作曲：北川悠仁、岩泽厚治、前山田健一
第41张单曲；劇場版 《HUNTER×HUNTER -最后的使命-》主題曲
6. 做回你自己 （素顔のままで）
  - 作詞・作曲：北川悠仁
《我存在的时间》第九话所用背景音乐
7. 幸福的定义 （幸せの定義）
  - 作詞・作曲：岩泽厚治[3]
8. Ultra Lover Soul
  - 作詞：北川悠仁 / 作曲：寺岡呼人、北川悠仁
9. 复古的未来 （レトロフューチャー）
  - 作詞、作曲：北川悠仁
10. Interlude〜Old New World〜
  - 編曲：CHRYSANTHEMUM BRIDGE
11. 向阳 
  - 作詞、作曲：岩泽厚治
电影《銀之匙 Silver Spoon》主題曲[8]；横滨轮胎商业宣传曲
12. 所泽 
  - 作詞、作曲：岩泽厚治
13. 我要守护你 （守ってあげたい）
  - 作詞・作曲：北川悠仁
第39张单曲的第二曲；电影《一切都从与你相逢开始（日语：すべては君に逢えたから）》主题曲[9]
14. 四間道路 （四間道路）
  - 作詞、作曲、編曲：北川悠仁
标题取自横浜市磯子区的一真实路名
15. 朋友 〜出发之日〜 （友 〜旅立ちの時〜）
  - 作詞、作曲：北川悠仁
第38张单曲；第80回NHK全国学校音乐课程课题曲[3]

### 初回限定盤CD
1. 大叔之歌 （おっちゃんの唄）
  - 作詞、作曲：岩泽厚治
1997年7月于新宿广场演唱会录制
2. 夜雾的伊勢佐木町 （夜霧の伊勢佐木町）
  - 作詞、作曲：北川悠仁
2002年录制的演示曲